# Zselju Zselev
Zselju Zselev (bolgár nyelven Желю Митев Желев) (Veszelinovo, 1935. március 3. – Szófia, 2015. január 30.) bolgár politikus, 1990 és 1997 között Bulgária elnöke.

## Élete
Egyetemi tanulmányait Szófiában végezte filozófia szakon. 1964-ben politikai okok miatt elutasították doktori disszertációját. Kizárták az egyetemről, a kommunista pártból is. 1966-ban száműzték Burgasz megye egy kis falujába, Gvozdenba.
Hét év után térhetett vissza a fővárosba, ahol az amatőr művészetek intézetének lett a munkatársa. 1974-ben újra beiratkozott doktorátusra, de más témát kellett választania. 1975-ben a Bolgár Tudományos Akadémia kulturális intézetében kezdett dolgozni tanácsadóként. 1978-ban szerezte meg végül a doktori címet.
A fasizmus című könyvét 1982-ben, a megjelenése után három héttel betiltották. A bolgár totalitarizmus elleni mozgalmak egyik vezető alakja volt. A rendszerváltás és Todor Zsivkov kommunista elnök bukása után ő lett az ellenzék vezetője. 1989 decemberében megalapította a Demokratikus Erők Szövetsége jobboldali pártot, és annak elnöke lett.
A bolgár parlament 1990. augusztus 1-jén köztársasági elnökké választotta, majd 1992-ben, az első közvetlen elnökválasztáson is újra megválasztották.
1997 januárjában alapítványt hozott létre a fiatalok demokratikus szellemű nevelése céljával.
Magyarországon 1991 áprilisában járt hivatalos látogatáson. Találkozott Göncz Árpád köztársasági elnökkel, Antall József miniszterelnökkel és Szabad Györggyel, az Országgyűlés elnökével.